# Gizela Bavarska
Gizela Bavarska ali Gizela Ogrska (nemško Gisela von Bayern/Gisela von Ungarn,  madžarsko Bajor Gizella) je bila sestra Henrika II., cesarja Svetega rimskega cesarstva, in po poroki s Štefanom I. Ogrskim ogrska kraljica, * ok.  985, † 7. maj 1065. 
Rimskokatoliška cerkev jo je razglasila za blaženo. 

## Življenje
Gizela je bila hči bavarskega vojvode Henrika II. in Gizele Burgundske. Vzgojena je bila zelo pobožno, najverjetneje z regensburškim škofom Wolfgangom kot mentorjem in varuhom. Leta 996 so jo poročili z ogrskim kraljem Štefanom I. Poroka je bila del ogrske politike odpiranja proti zahodu. Par je imel sina, svetega Emerika, ki je umrl 2. septembra 1031 med lovom na merjasca. Poroka Štefana in Gizele je pomenila prelomnico v zgodovini Ogrske, ker je imela kraljica ključno vlogo pri širjenju krščanske vere in zahodne kulture na Ogrskem.
Kralj Štefan je umrl leta 1038. Leta 1046 so Gizela, njene spremljevalke in številni bavarski priseljenci zapustili Ogrsko in se vrnili na Bavarsko. Gizela je postala opatinja samostana Niedernburg v Passauu,kjer je tudi umrla. 

## Čaščenje
Gizelo so v 18. stoletju poskušali razglasiti za svetnico, vendar to ni uspelo. Za blaženo je bila razglašena leta 1975. Njena spominska dneva sta 7. maj in 1. februar. 
Gizela in njen mož nista bila pokopana skupaj. 4. maja 1996 so ostanke Štefanove desne roke in kost Gizeline desne roke v steklenih posodah, okovanih z zlatom, razstavili v baziliki v Veszprému na zahodu Madžarske, kjer je nekoč živela Gizela.
Njen grob je dobro znan in velja za sveto mesto. Blažena Gisela je upodobljena na plošči iz belega apnenca na steni kapele Naše Gospe – kraljice Madžarske v baziliki svetega Petra v Rimu. Portret je delo madžarskega umetnika Sandorja Kissa. 

## Vira
- Butler, Alban (1995). »Bd Giselle of Bavaria«. Butler's Lives of the Saints. London: Burns & Oates. str. 39. ISBN 0-86012-254-9.
- Györffy, György (1996). »Gisela, erste Königin von Ungarn«. Bd 17, Hefte zur Bayerischen Geschichte und Kultur. Augsburg: Haus der Bayerischen Geschichte. str. 15. ISBN 3-927233-45-5.

| Gizela Bavarska Otonska dinastijaRojen: ok. 980 Umrl: 2. avgust 1058 |                                            |                                                                                       |
| Nazivi za člane kraljevske družine                                   |                                            |                                                                                       |
| Predhodnik: Šarolt                                                   | Velika kneginja Madžarov 997–1000 ali 1001 | Postane kraljica                                                                      |
| Nov naziv                                                            | Kraljica žena Ogrske 1000 ali 1001–1038    | NezasedenoNaslednji nosilec nazivaAnastazija Kijevska kot naslednja potrjena kraljica |